# Шинна
Шинна (біл. Шынная) — станція Могильовського відділення Білоруської залізниці в Бобруйському районі Могильовської області. Розташована на північній околиці міста Бобруйська.